# Espinulòsides
Els espinulòsides (Spinulosida) són un ordre d'equinoderms asteroïdeus que manquen de pedicelaris. Es desconeixen formes fòssils. Inclou l'estrella de mar vermella (Echinaster sepositus), molt freqüent al litoral de Catalunya.

## Taxonomia
Inclou una sola família, amb 8 gèneres i 137 espècies:
- Família Echinasteridae
  - Gènere Aleutihenricia Clark & Jewett, 2010
  - Gènere Dictyaster Wood-Mason & Alcock, 1891
  - Gènere Echinaster Müller and Troschel, 1840
  - Gènere Henricia Gray, 1840
  - Gènere Metrodira Gray, 1840
  - Gènere Odontohenricia Rowe and Albertson, 1988
  - Gènere Plectaster Sladen, 1889
  - Gènere Rhopiella Fisher, 1940